# Пробовідбирач у нафтовій геології
Пробовідбирач у нафтовій геології рос. пробоотборник в нефтяной геологии; англ. sampler in petroleum geology; нім. Probe(ent)nahmegerät n in der Erdölgeologie – апарат для відбирання проб рідини і газу в нафтових і газових свердловинах, а також у свердловинах для видобування питної, мінеральної, технічної води, гарячої пари тощо.

## Див.також
- Пробовідбирач баровий
- Пробовідбирач глибинний
- Пробовідбирач донний
- Пробовідбирач ківшевий
- Пробовідбирач лотковий
- Пробовідбирач маятниковий
- Пробовідбирач скреперний
- Пробовідбирач щілинний